# Piano (Ariano nel Polesine)
Piano (Piàn in veneto) è una piccola frazione situata nel comune di Ariano nel Polesine, da cui dista 9,69 km, in provincia di Rovigo, Veneto. Il paese è noto anche come Piano di Rivà, in quanto condivide la curia con la vicina frazione arianese, Rivà, da cui dista solamente 5 km.

## Geografia fisica
Piano è situato nell'Isola di Ariano; il paese confina a Sud e ad Ovest con altre due piccole frazioni del comune di Ariano, rispettivamente Monti e Grillara. A Nord e ad Est Piano è confinante con il comune di Taglio di Po; la Strada statale 309 Romea e lo Scolo Veneto fungono da confine tra i due comuni.

## Storia
Prima del XVIII secolo la zona su cui oggi sorge la frazione era occupata da una grande distesa di dune ricoperte da una fitta vegetazione, fatta eccezione per una piccola area spianata su cui sorgeva una piccola chiesa la quale, essendo nei pressi dell'antica Via Romea, era probabilmente tappa di pellegrini e viandanti che si dirigevano verso Venezia o verso la storica Abbazia di Pomposa.
Nel periodo del controllo austriaco sul Regno Lombardo-Veneto, Piano era composto circa trenta case circondate da un'immensa campagna e da alcune zone paludose, ambienti tipici del territorio del Delta del Po. Nel corso del XIX secolo cominciarono quindi a stabilirvisi alcune famiglie di proprietari terrieri che diedero inizio alla costruzione dell'attuale borgo.
Agli inizi del 1900 Piano contava 500 abitanti, coloro che diedero vita ai nuclei familiari da cui derivano le famiglie odierne.
Come molti altri paesi del territorio del Delta, anche Piano visse un periodo di grande spopolamento, che a partire dagli anni '50 dello scorso secolo vide numerose famiglie abbandonare il paese a causa soprattutto delle varie alluvioni che colpirono la zona e della sua condizione di povertà.

## Monumenti e luoghi d'interesse
- Piazza Carolina Rosatti, che nel 1894 divenne la prima maestra di Piano e che ebbe anche un ruolo fondamentale nel portare istruzione ed educazione in un paese ancora abbastanza sottosviluppato[3].
- Chiesa di San Giovanni Evangelista.
- Il paese è collocato all'interno del Parco del Delta del Po.
- Castel del pian.
- Ponte dei Duocci

## Istruzione
- Scuola dell'infanzia e nido integrato San Giovanni Bosco.